# Epidendrum cilioccidentale
Epidendrum cilioccidentale är en orkidéart som beskrevs av Eric Hágsater och Luis M. Sánchez. Epidendrum cilioccidentale ingår i släktet Epidendrum och familjen orkidéer. Inga underarter finns listade i Catalogue of Life.